# John Boychuk
Pour les articles homonymes, voir Boychuk.
John Paul Boychuk, dit Johnny Boychuk, (né le 19 janvier 1984 à Edmonton dans la province de l'Alberta au Canada) est un joueur professionnel canadien de hockey sur glace,. Il évolue au poste de défenseur.

## Biographie

### Carrière en club
En 1999, il commence sa carrière avec les Hitmen de Calgary de la Ligue de hockey de l'Ouest. En 2002, il est choisi au repêchage d'entrée dans la Ligue nationale de hockey en seconde ronde par l'Avalanche du Colorado en 61e position. En 2004, il passe professionnel avec les Bears de Hershey en Ligue américaine de hockey. En 2007, il assigné aux Monsters du lac Érié où il a été assistant-capitaine de Mark Rycroft puis de Wyatt Smith. Il participe néanmoins quatre parties sous le maillot de l'Avalanche. Le 24 juin 2008, il est échangé aux Bruins de Boston en retour de l'attaquant Matt Hendricks. Il est membre de l'équipe qui remporte la Coupe Stanley 2011.
Le 4 octobre 2014, les Bruins l'échangent aux Islanders de New York pour un choix de deuxième ronde au repêchage 2015, un choix de deuxième ronde au repêchage 2016 et un choix conditionnel de troisième ronde au repêchage 2015.
Le 3 mars 2020, Boychuk est atteint à l’œil par le patin d'Artturi Lehkonen. Cette blessure l'oblige à mettre fin à sa carrière le 25 novembre 2020,,.

### Carrière internationale
Il a représenté le Canada en sélections jeunes.

## Parenté dans le sport
Il est l'oncle, par mariage, de John Quenneville. Il est le cousin de Zach Boychuk.

## Statistiques

### En club
| Saison     | Équipe                  | Ligue      |     | Saison régulière | Saison régulière | Saison régulière | Saison régulière | Saison régulière |    | Séries éliminatoires | Séries éliminatoires | Séries éliminatoires | Séries éliminatoires | Séries éliminatoires |
| Saison     | Équipe                  | Ligue      | PJ  | B                | A                | Pts              | Pun              | PJ               | B  | A                    | Pts                  | Pun                  |                      |                      |
| 1999-2000  | Hitmen de Calgary       | LHOu       | 1   | 0                | 0                | 0                | 0                | -                | -  | -                    | -                    | -                    |                      |                      |
| 2000-2001  | Hitmen de Calgary       | LHOu       | 66  | 4                | 8                | 12               | 61               | 12               | 1  | 1                    | 2                    | 17                   |                      |                      |
| 2001-2002  | Hitmen de Calgary       | LHOu       | 70  | 8                | 32               | 40               | 85               | 7                | 1  | 1                    | 2                    | 6                    |                      |                      |
| 2002-2003  | Hitmen de Calgary       | LHOu       | 40  | 8                | 18               | 26               | 58               | -                | -  | -                    | -                    | -                    |                      |                      |
| 2002-2003  | Warriors de Moose Jaw   | LHOu       | 27  | 5                | 17               | 22               | 32               | 13               | 2  | 6                    | 8                    | 29                   |                      |                      |
| 2003-2004  | Warriors de Moose Jaw   | LHOu       | 62  | 13               | 20               | 33               | 71               | 10               | 1  | 9                    | 10                   | 9                    |                      |                      |
| 2004-2005  | Bears de Hershey        | LAH        | 80  | 3                | 12               | 15               | 69               | -                | -  | -                    | -                    | -                    |                      |                      |
| 2005-2006  | Lock Monsters de Lowell | LAH        | 74  | 6                | 26               | 32               | 73               | -                | -  | -                    | -                    | -                    |                      |                      |
| 2006-2007  | River Rats d'Albany     | LAH        | 80  | 10               | 18               | 28               | 125              | 5                | 1  | 1                    | 2                    | 4                    |                      |                      |
| 2007-2008  | Monsters du lac Érié    | LAH        | 60  | 8                | 18               | 26               | 63               | -                | -  | -                    | -                    | -                    |                      |                      |
| 2007-2008  | Avalanche du Colorado   | LNH        | 4   | 0                | 0                | 0                | 0                | -                | -  | -                    | -                    | -                    |                      |                      |
| 2008-2009  | Bruins de Providence    | LAH        | 78  | 20               | 45               | 65               | 61               | 16               | 3  | 5                    | 8                    | 19                   |                      |                      |
| 2008-2009  | Bruins de Boston        | LNH        | 1   | 0                | 0                | 0                | 0                | -                | -  | -                    | -                    | -                    |                      |                      |
| 2009-2010  | Bruins de Boston        | LNH        | 51  | 5                | 10               | 15               | 43               | 13               | 2  | 4                    | 6                    | 6                    |                      |                      |
| 2009-2010  | Bruins de Providence    | LAH        | 2   | 1                | 0                | 1                | 0                | -                | -  | -                    | -                    | -                    |                      |                      |
| 2010-2011  | Bruins de Boston        | LNH        | 69  | 3                | 13               | 16               | 45               | 25               | 3  | 6                    | 9                    | 12                   |                      |                      |
| 2011-2012  | Bruins de Boston        | LNH        | 77  | 5                | 10               | 15               | 53               | 7                | 1  | 2                    | 3                    | 4                    |                      |                      |
| 2012-2013  | EC Red Bull Salzbourg   | EBEL       | 15  | 2                | 6                | 8                | 2                | -                | -  | -                    | -                    | -                    |                      |                      |
| 2012-2013  | Bruins de Boston        | LNH        | 44  | 1                | 5                | 6                | 12               | 22               | 6  | 1                    | 7                    | 10                   |                      |                      |
| 2013-2014  | Bruins de Boston        | LNH        | 75  | 5                | 18               | 23               | 45               | 12               | 1  | 1                    | 2                    | 2                    |                      |                      |
| 2014-2015  | Islanders de New York   | LNH        | 72  | 9                | 26               | 35               | 14               | 7                | 0  | 2                    | 2                    | 2                    |                      |                      |
| 2015-2016  | Islanders de New York   | LNH        | 70  | 9                | 16               | 25               | 31               | 11               | 0  | 0                    | 0                    | 4                    |                      |                      |
| 2016-2017  | Islanders de New York   | LNH        | 66  | 6                | 17               | 23               | 19               | -                | -  | -                    | -                    | -                    |                      |                      |
| 2017-2018  | Islanders de New York   | LNH        | 58  | 6                | 12               | 18               | 30               | -                | -  | -                    | -                    | -                    |                      |                      |
| 2018-2019  | Islanders de New York   | LNH        | 74  | 3                | 16               | 19               | 25               | 4                | 0  | 1                    | 1                    | 0                    |                      |                      |
| 2019-2020  | Islanders de New York   | LNH        | 64  | 2                | 9                | 11               | 14               | 3                | 0  | 0                    | 0                    | 0                    |                      |                      |
| Totaux LNH | Totaux LNH              | Totaux LNH | 725 | 54               | 152              | 206              | 331              | 104              | 13 | 17                   | 30                   | 40                   |                      |                      |

### Statistiques en équipe nationale
| Année | Compétition                          |   | PJ | B | A | Pts | Pun | +/-      |  | Résultat |
| 2002  | Championnat du monde moins de 18 ans | 5 | 1  | 0 | 1 | 2   | +9  | 6e place |  |          |

## Trophées et honneurs personnels
- Ligue américaine de hockey
  - 2008-2009 : sélectionné pour le Match des étoiles avec l'équipe Canada (titulaire).
  - 2008-2009 : nommé dans la 1re équipe d'étoiles
  - 2008-2009 : remporta le trophée Eddie-Shore